# El Llanón
El Llanón es una casería española, hoy día deshabitada, de la parroquia de Ardesaldo, perteneciente al municipio de Salas, en la comunidad autónoma de Asturias.

## Demografía
En 2023, la entidad singular de población de El Llanón no tenía empadronado ningún habitante.